# Urkulu (monte)
El Urkulu o Urculu es un monte situado al norte del término municipal de Orbaiceta, Navarra, que se halla en la frontera entre España y Francia. Tiene una altitud de 1419 metros. Separa los valles del río Irati al sur, y del valle de La Nive al norte. Al pie de la cima se halla el paso fronterizo de col d’Arnosteguy.
Por el paso fronterizo discurría la vía romana de Burdeos a Astorga que pasaba por Dax y Pamplona. En la Edad Media este camino fue parte del Camino de Santiago, y en la época moderna recibió el sobrenombre de «Camino de Napoleón» por haber sido usado por sus tropas. 
En los alrededores se han localizado numerosos restos prehistóricos, como dólmenes y cromlechs. En la cima se encuentra la Torre de Urkulu, una torre-trofeo erigida en el siglo I a. C. por los romanos para conmemorar la conquista de la Aquitania.
La ruta más cómoda para ascender a la cima parte del collado de Azpegi, situado más arriba de la antigua Fábrica de Armas de Orbaiceta, y dura aproximadamente 1:45 horas.